# Oestergalwesp
De oestergalwesp (Neuroterus anthracinus) is een vliesvleugelig insect uit de familie van de echte galwespen (Cynipidae). De wetenschappelijke naam van de soort is voor het eerst geldig gepubliceerd in 1838 door Curtis.

## Kenmerken
De oestergal bevindt zich op de bladonderzijde, zelden boven, en is ongeveer 0,3 cm in doorsnee, gelegen tussen de hoofdnerf en de zijnerven. Het ontwikkelt zich onder de onderepidermis en wanneer het tevoorschijn komt, heeft het twee flappen van klepachtig weefsel die achterblijven, zelfs nadat de gal is gevallen. De gal is ook waargenomen als groen, bruin, roze en zelfs met rode vlekken.
De gal is van korte duur, de knop zwelt op en het insect komt binnen een week tevoorschijn uit de gladde en ovale 0,8 cm gal, verscholen in de knopschubben. De oude gallen laten duidelijk de ontsnappingsopening zien.